# Stafford Beer

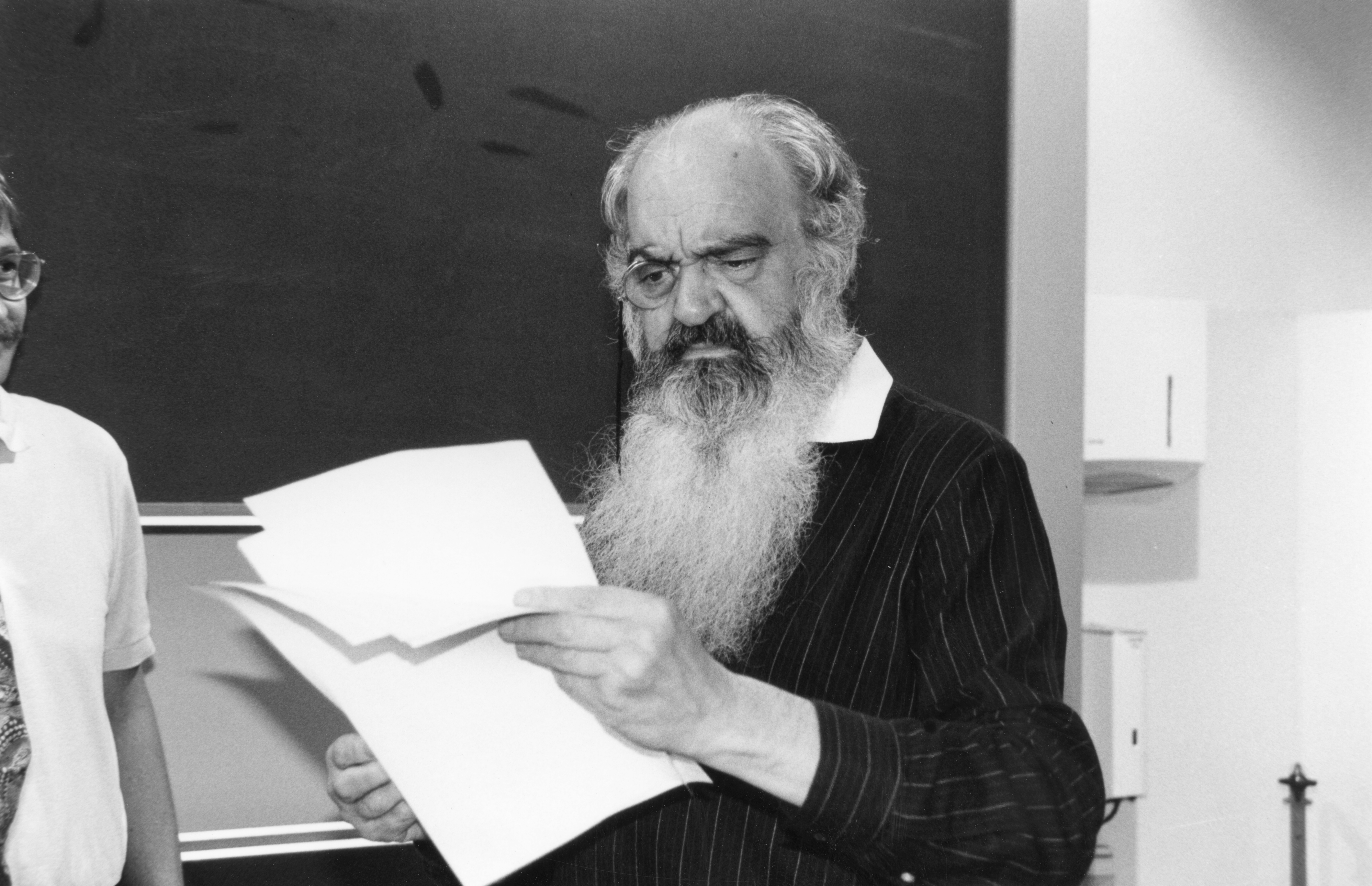
Stafford Beer an der Universität St. Gallen (1990)

Anthony Stafford Beer (* 25. September 1926 in London; † 23. August 2002 in Toronto) war ein britischer Kybernetiker. Er gilt als Begründer der Managementkybernetik und war als Professor an mehreren Universitäten tätig.

## Leben
Studiert hatte Beer 1943 und 1944 an der Universität London Philosophie und Psychologie. Er betrieb praxisorientiertes Operations Research aus einem ganzheitlichen Ansatz heraus unter Einbeziehung von Erkenntnissen z. B. der Biokybernetik und neuronaler Netze.
Zur Zeit der Regierung von Salvador Allende war er ab 1971 in Chile zusammen mit Fernando Flores am Cybersyn-Projekt beteiligt, das eine chilenische Wirtschaftssteuerung mit wissenschaftlichen Verwaltungs- und Organisationstechniken aufbauen wollte.
Stafford Beer definierte Kybernetik in seinem Buch Kybernetik und Management als „die Wissenschaft von der effektiven Organisation“.
Im deutschen Sprachraum haben vor allem Vertreter der Hochschule St. Gallen (Hans Ulrich, Fredmund Malik, Markus Schwaninger usw.) seine Arbeit als Basis für das St. Galler Management-Modell genommen.

## Preise und Ehrungen
- 1966: Frederick-W.-Lanchester-Preis[2]

## Werke
- How many grapes went into the wine: Stafford Beer on the art and science of holistic management, bearbeitet von Roger Harnden und Allenna Leonard, Chichester; New York: Wiley, 1994.
- Beyond Dispute. The Invention of Team Syntegrity
- Diagnosing the System for Organizations, Chichester [West Sussex]; New York: Wiley, 1985
- The Heart of Enterprise, Chichester [Eng.]; New York: Wiley, 1979
- Platform for change, London, New York, Wiley 1975
- Designing Freedom, London; New York: J. Wiley, c1974
- Brain of the firm; a development in management cybernetics, New York, Herder and Herder 1972
- Decision and control; the meaning of operational research and management cybernetics, London, New York, Wiley, 1966.
- Management Science. The Business Use of Operations Research
- Cybernetics and Management, 1959, dt. Kybernetik und Management, 3. erw. Aufl., Frankfurt a. M.: S. Fischer, 1967

## Medien

### Podcast
- Evgeny Morozov: The Santiago Boys. The Tech World That May Have Been. Podcast-Reihe, 2023 (im Erscheinen).